# 源啓介
源 啓介（みなもと けいすけ、1983年6月3日 - ）は、日本の元子役。埼玉県出身。

## 来歴・人物
- 主に1990年代に子役として活躍。
- 1993年に公開された映画『スペインからの手紙 ベンポスタの子どもたち』では、オーディションを経て映画初出演ながら主役に抜擢された。[2]

## 出演作品

### テレビドラマ
- 世にも奇妙な物語　春の特別編「友子の長い朝」（CX, 1995年4月3日）[3]
- 考古学者シリーズ 第18作『女教師殺し』（ANB, 1995年4月29日）[3]- 少年 役
- 小京都ミステリー 第16作『みちのく角館殺人事件』（NTV, 1996年1月30日）[3]- 守屋 史佑 役
- 毛利元就（NHK, 1997年1月5日 - 12月14日）- 美濃吉 役[3]
- 連続テレビ小説『あぐり』（NHK, 1997年4月7日 - 10月4日）[3]
- 番茶も出花（TBS, 1997年10月2日 - 1998年3月26日）[3]
- ママさん記者明衣子の事件（ANB, 1999年4月24日）[3]

### 映画
- スペインからの手紙 ベンポスタの子どもたち（監督: 朝間義隆, 1993年10月9日公開）- 飯島 良二 役[2]
- 劇場版・超力戦隊オーレンジャー（監督: こばやしよしあき, 1995年4月15日公開）- 浩 役[4]